# Honda CBR 900RR
Con la denominazione di CBR 900RR e il soprannome di Fireblade è conosciuta la serie di motociclette presentate dalla casa motociclistica giapponese Honda dal 1992 al 2004 quando venne sostituita dalla CBR 1000RR.
Si tratta di modelli in produzione di serie che sono stati studiati anche per poterne derivare quelli da competizione da essere impiegati nel Campionato mondiale Superbike.
Il nome commerciale è rimasto invariato pur essendo stata nel tempo variata la cilindrata, dagli iniziali 893 cm³ fino ai 954 cm³ dell'ultima versione; si può di conseguenza dividere le moto in più serie.

## Le serie

### CBR 900
Convenzionalmente si riconosce con questa sigla la prima versione di 893cc presentata nel 1992 e restata in produzione sino al 1995; è conosciuta, soprattutto nell'ambito delle competizioni anche come SC 28.

### CBR 918

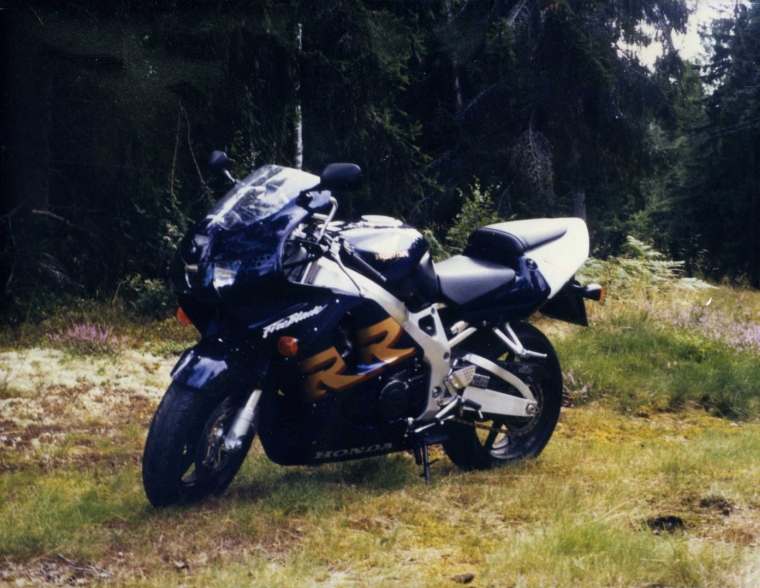
1999 CBR900 RR versione SC33 II

È la versione in catalogo dal 1996 al 1999 (SC 33).

### CBR 929
Presentata nel 2000 (SC 44) e prodotta per due anni.

### CBR 954
La CBR 954 (SC 50 la denominazione tecnica del modello) è rimasta in produzione dal 2002 al 2003.
La moto è dotata di un propulsore con 151 CV ed è l'ultima nata della serie 900.

## Caratteristiche tecniche
| Anni                            | 1993-95                              | 1996-97                              | 1998-99                              | 2000-01                              | 2002-03                              |
| ------------------------------- | ------------------------------------ | ------------------------------------ | ------------------------------------ | ------------------------------------ | ------------------------------------ |
| Modello                         | CBR900RR                             | CBR918RR                             | CBR919RR                             | CBR929RR                             | CBR954RR                             |
| Cilindrata (cm³)                | 893                                  | 918                                  | 919                                  | 929                                  | 954                                  |
| Tipo motore                     | motore in linea 4 cilindri a 4 tempi | motore in linea 4 cilindri a 4 tempi | motore in linea 4 cilindri a 4 tempi | motore in linea 4 cilindri a 4 tempi | motore in linea 4 cilindri a 4 tempi |
| Rapporto di compressione        | 11:1                                 | 11:1                                 | 11.1:1                               | 11,3:1                               | 11.5:1                               |
| Alesaggio x corsa               | 70.0 mm x 58.0 mm                    | 71.0 mm x 58.0 mm                    | 71.0 mm x 58.0 mm                    | 74.0 mm x 54.0 mm                    | 75.0 mm x 54.0 mm                    |
| Potenza massima (albero motore) | 124.0 hp a 10.500 rpm                | 126.0 hp a 10.500 rpm                | 128.0 hp a 10.500 rpm                | 150.0 hp a 11.000 rpm                | 154.0 hp a 11.250 rpm                |
| Alimentazione                   | 4 carburatori Keihin CV              | 4 carburatori Keihin CV 38mm         | 4 carburatori Keihin CV 38mm         | Iniezione elettronica                | Iniezione elettronica                |
| Raffreddamento                  | a liquido                            | a liquido                            | a liquido                            | a liquido                            | a liquido                            |
| Cambio                          | a 6 marce                            | a 6 marce                            | a 6 marce                            | a 6 marce                            | a 6 marce                            |
| Trasmissione finale             | a catena                             | a catena                             | a catena                             | a catena                             | a catena                             |
| Peso (kg)                       | 206                                  | 206                                  | 198,4                                | (a secco) 172                        | 185                                  |
| Altezza sella (mm)              |                                      | 810                                  | 810                                  |                                      | 815                                  |
| Interasse (mm)                  |                                      |                                      | 1405                                 |                                      | 1400                                 |
| Corsa forcella                  |                                      | 120 mm                               | 120 mm                               |                                      | 120 mm                               |
| Corsa forcellone                |                                      | 120 mm                               | 125 mm                               |                                      | 135 mm                               |
| Pneumatico anteriore            | 130/70-ZR16                          | 130/70-ZR16                          | 130/70-ZR16                          | 120/70-ZR17                          | 120/70-ZR17                          |
| Pneumatico posteriore           | 180/55-ZR17                          | 180/55-ZR17                          | 180/55-ZR17                          | 190/50-ZR17                          | 190/50-ZR17                          |
| Disco anteriore                 | Doppio                               | Doppio, da 296 mm                    | Doppio, da 310 mm                    | Doppio, da 330 mm                    | Doppio, da 330 mm                    |
| Disco posteriore                | singolo                              | singolo da 220 mm                    | singolo da 220 mm                    | singolo da 220 mm                    | singolo da 220 mm                    |
| Serbatoio                       | 18 L con 2 L di riserva              | 18 L con 2 L di riserva              | 18 L con 2 L di riserva              | 18 L con 2 L di riserva              | 18 L con 2 L di riserva              |